# Skorja (geologija)
Skorja je v geologiji zunanji izmed slojev Zemlje in del njene litosfere, ki združuje slednjo in tudi najzgornejši del plašča. Zemeljsko skorjo sestavljata zlasti bazalt in granit, gostota pa je manjša od gostote globljih slojev. Je tudi hladnejša in trdnejša od plašča in jedra. Zemeljska skorja prostorsko zavzema manj od 1 odstotka Zemlje.
Po danes uveljavljeni teoriji tektonike plošč skorja na slojevitih planetih, kakršen je Zemlja, plava na utekočinjenih notranjih masah. Ta skorja je razdeljena na posamezne segmente oziroma tektonske plošče, ki se premikajo. Bistvena razlika v sestavi in debelini plošč obstaja med in celinskimi ploščami. Oceanska skorja (sima) je debela med 5 in 10 kilometrov ter ustvarjena pretežno iz bazalta, medtem ko je kontinentalna skorja (sial) debela med 20 in 70 kilometrov ter sestavljena iz manj gostih kamnin, kakršna je granit. Temperatura zemeljske skorje se veča od površja, kjer je približno enaka temperaturi atmosfere oziroma hidrosfere, proti notranjosti, dokler ne doseže okoli 900 °C v bližini stika s plaščem (Mohorovičićeva nezveznost).

## Sestava
| Oksid                                             | Odstotek [%] |
| ------------------------------------------------- | ------------ |
| SiO2                                              | 59.71        |
| Al2O3                                             | 15.41        |
| CaO                                               | 4.90         |
| MgO                                               | 4.36         |
| Na2O                                              | 3.55         |
| FeO                                               | 3.52         |
| K2O                                               | 2.80         |
| Fe2O3                                             | 2.63         |
| H2O                                               | 1.52         |
| TiO2                                              | 0.60         |
| P2O5                                              | 0.22         |
| skupno                                            | 99.22        |
| Drugi elementi v seštevku zavzemajo manj kot 1 %. |              |

Zaradi kisika, ki zastopa 47 odstotkov vsebine zemeljske skorje, so pretežno vsi sestavni elementi oksidi (najpogostejši silicijevi, aluminijevi, železovi, kalcijevi, magnezijevi, kalijevi in natrijevi oksidi). Edine pomembne izjeme so klor, žveplo in fluor, a tudi te le redko presežejo 1 odstotek vsebine v kamninah. Pomemben je kremen, ki tvori kremenove kristale, najpomembnejše gradnike magmatskih in metamorfnih kamnin. Znanstvenik F. W. Clarke je izračunal priložene deleže elementov v skorji.

## Nastanek
Zemlja naj bi se po sklepanjih razslojila iz planetezimala v tri sloje, med njimi tudi skorjo, največ 100 milijonov let po svojem nastanku 4,6 milijarde let nazaj. Prvotna skorja je bila po vsej verjetnosti izjemno tanka in mnogokrat spremenjena, tudi staljena zaradi udarcev mnogih izpodnebnikov.
Obstaja verjetnost, da je imel planet neko obliko oceanske skorje od samega začetka, pa tudi kontinentalna skorja je sodeč po kamninskih ostankih v Zahodni Avstraliji (področje Narryer Gneiss Terrane) ter predelih Kanadskega in Baltiškega ščita stara vsaj 3,8 milijarde let. Sicer pa je bil material današnje zemeljske skorje ustvarjen v obdobju hada. Največ tega materiala se danes nahaja v kratonih, kjer skorja dosega debelino tudi 70 kilometrov. 
Najstarejši odkriti fragment Zemljine skorje je star 4,4 milijarde let. Gre za mineral cirkon, najden na območju Jack Hills v Zahodni Avstraliji. Zaradi tektonike plošč in preperevanja je sicer ohranjene le zelo malo zgodnje zemeljske skorje.
Nastanek skorje je povezan z orogenetskimi procesi, kar se ujema tudi z nastankom superkontinentov, kakršni so Rodinija, Pangea in Gondvana. Skorja tudi danes nastaja zlasti s strjevanjem zgornjih delov plašča, ne pa toliko z usedanjem sedimentov na zemeljskem površju.